# Auguste Barbier
Auguste Barbier, někdy Henri-Auguste Barbier (29. dubna 1805 Paříž – 13. února 1882 Nice) byl francouzský básník.

## Život
Narodil se v Paříži. Studoval na pařížském Lyceu Jindřicha IV., pak krátce studoval právo.
Ve své tvorbě byl původně inspirován událostmi Červencové revoluce z roku 1830 a v této souvislosti vytvořil celou řadu energických básní, kterými odsuzoval ducha současné doby. Jsou vystavěny na verších Andrého Chéniera a mnoho z nich je obsaženo v jeho významné sbírce Iambes (1831). Součástí kolekce jsou například básně „Dante“ (Dante), „Devadesát tři“ (Quatre-vingt-treize), „Idol“ (L'Idole), „Paříž“ (Paris), „Populárnost“ (La Popularité), „Štvanice“ (La Curée) nebo „Varšava“ (Varsovie).
Zbytek jeho básníckého díla je takřka neznámý. Okrajově tvořil prózu, paměti, umělecké kritiky a překládal. Dále spolupracoval s Leonem de Waillym na libretu opery Hectora Berlioza Benvenuto Cellini.
V roce 1869 byl přijat do Francouzské akademie. Zemřel v roce 1882 v Nice a pohřben je na pařížském hřbitově Père-Lachaise (23. sektor).